# レッツゴーよしまさ
レッツゴー よしまさ（1989年〈平成元年〉5月17日 - ）は、日本のものまねタレント。太田プロダクション所属。埼玉県出身。埼玉大学教育学部附属小学校、学習院中・高等科、学習院大学経済学部経済学科卒業。本名は立川 義将（たちかわ よしまさ）。

## 来歴
ものまねに目覚めるまでの幼少期はチャールズ・チャップリン、ザ・ドリフターズ、昭和歌謡が大好きな少年として過ごす。
小学生のころは、父親が録画したザ・ドリフターズのビデオが家にたくさんあった事が影響して、昭和のお笑いが好きになった。
コントとコントの間でアイドルが歌う歌謡曲や、志村けんがコントのBGMやギャグに使う昭和歌謡にも自然と詳しくなっていった。
中学時代、顔まねや足音のものまねなど、違う学年の先生だけではなく事務員まで、先生全員のものまねを網羅していた。ホテル椿山荘で開催された卒業式後の謝恩会で、先生と保護者の前で「先生メドレー」を一度だけ披露した。
中学生の時に偶然テレビで見たなかじままりの伊藤咲子のものまねに衝撃を受け、ものまねに目覚める。
学習院高等科では、学校の先生・昭和歌謡のものまねに没頭し、学園祭ではものまねショーを披露していた。昭和歌謡のネタは同級生には全く受け入れられなかったが、保護者世代にはぴったりのネタだったため、客席は保護者ばかりという異様なショーであった。学園祭のネタは、城みちる、あいざき進也、野口五郎、小柳ルミ子、さとう宗幸、小林幸子、美川憲一、沢田研二、加藤登紀子など。学習院高等科時代の同級生は芸人コウキシンのコウキ。
学習院大学経済学部在籍時から、ものまねの営業・ショーパブでの活動を開始する。芸名のレッツゴーは、太川陽介をはじめとする昭和アイドルのものまねが多いことから音楽番組『レッツゴーヤング』（NHK総合）からとって、コージー冨田が命名した。ほとんどの人からは「よしまさ君」と呼ばれているが、みはるだけは「レッツゴーさん」と呼ぶ。
大学卒業後はアミューズメント系の会社に就職してサラリーマン生活を送り、会社から副業許可を得て、平日はサラリーマン、休日にショーパブでものまね活動を行っていた。
2022年9月、太田プロダクションに所属（片岡鶴太郎の実弟が太田プロの幹部社員であり、よしまさをスカウトした）。芸能事務所に所属後も会社を退社することなく、サラリーマンとものまねタレントの二足の草鞋で活動を続けている。
ものまね芸人として、いわゆるブレイクするきっかけとなった番組のひとつに、お笑いオムニバスGP（2022年9月19日、フジテレビ）2億4千万のものまねメドレーGPへの出演が挙げられる。
2022年12月9日放送の『ものまね王座決定戦』（フジテレビ）に初出場。加藤茶と志村けんのものまねで「ドリフのズンドコ節」を披露し予選ラウンドでは976点という高得点だったが、決勝進出圏内の上位8位以内に入れず第9位で敗退。
同年12月13日放送の『ものまねグランプリ ザ・トーナメント2022』（日本テレビ）に出演。トーナメント1回戦で『ドリフ大爆笑』の1シーンものまねで、同グループのMr.シャチホコ、よよよちゃんらを抑えて勝利し決勝に進出した。
2023年1月1日放送の『ものまね芸人がガチで選んだ！ いま本当にスゴいものまね芸人ランキング2023』（テレビ東京）で総勢216人のものまね芸人の回答から（複数回答を含めて）61票を獲得し、第1位となった。
千鳥が進行を務める『千鳥のクセスゴ!』（フジテレビ）に度々出演しており、「志村さんが歌う○○シリーズ」として福山雅治「家族になろうよ」、尾崎豊「卒業」、シャ乱Q「シングルベッド」、BBクイーンズ「しょげないでよBaby」、山崎まさよし「One more time,one more chance」、氷川きよし「限界突破×サバイバー」を披露している。
2023年10月24日放送の『ものまねグランプリ ショートネタNo1決定戦』(日本テレビ系列)に出場し、個人では敗退したものの、ジョニー志村とのコンビで「笑っていいとも!」の志村けんとタモリのトークを再現し優勝した。

## 人物
身長176cm。足のサイズは27.0cm。血液型はO型。
好物はソフトクリーム。全国各地で食べているが、中野ブロードウェイのソフトクリーム屋デイリーチコのチョコレート味が一番美味しいと語っている。
志村けんのものまねは、2020年に志村が他界した後に始めた。「容姿のみらず声のトーンも似ている（ヒロミ）」等、生前の志村けんと共演した芸能人から絶賛されている。どの年代の志村の声も真似られる。
クレーンゲームが好きすぎて、クレーンゲームをいじる仕事に就職した。2024年時点で「クレーンゲーム歴32年。取った景品は5000個以上」とのこと。
趣味でレトロカプセルトイをコレクションしており、レトロガチャコレクターワッキー貝山の著書『昭和レトロガチャガチャ最強コレクション』（2020年、グラフィック社）への資料提供をするなど、関連本への協力や紹介動画をYouTubeにアップしている。単独ライブでは、グッズ販売エリアに自身のカプセルステーション(BANDAI)を設置。会場限定缶バッジの販売をおこなった。
歌の持ちネタが多いが、しゃべりのものまねも得意としており、特にザ・ドリフターズのものまねは、5人全員と元メンバー荒井注や幻のメンバーと言われるすわ親治のしゃべりと歌と顔を真似るすることができる。
ものまねマニアであり、特に1990年代後期における『ものまね王座決定戦』『ものまね紅白歌合戦』の概ね全てのネタを記憶している。

## ものまねレパートリー
- いかりや長介
- 志村けん
- 加藤茶
- 仲本工事
- 高木ブー
- 荒井注
- すわ親治
- 有野晋哉
- 小林幸子
- 美川憲一
- 山内惠介
- 太川陽介
- 渋谷哲平
- 堤大二郎
- 沖田浩之
- 城みちる
- あいざき進也
- 野口五郎
- 郷ひろみ
- 西城秀樹
- 風見しんご
- 竹本孝之
- ひかる一平
- さとう宗幸
- やしきたかじん
- 森田公一
- 沢田研二
- 渥美二郎
- 平浩二
- かまやつひろし
- 東海林太郎
- ささきいさお
- 田谷力三
- 谷村新司
- 福山雅治
- 尾崎豊
- 桑田佳祐
- 石井竜也
- 上條恒彦
- 南佳孝
- 三浦和人
- 森本英世
- 細川たかし
- 吉幾三
- 山崎まさよし
- つんく♂
- 氷川きよし
- 堀江淳
- 中村雅俊
- 大月みやこ
- 合田道人
- 北川大介
- 竹島宏
- 北山たけし
- 真田ナオキ
- 井上陽水
- 堀内孝雄
- 木村充揮
- 近藤房之助
- 新沼謙治
- 中森明菜
- 近藤真彦
- 木山裕策
- 園まり
- 荒川務
- KAN
- 佐良直美
- イモ欽トリオ
- 美空ひばり
- 武田鉄矢
- 玉置浩二
- 冠二郎
- 和田アキ子
- 伊藤咲子
- 桂銀淑
- 山下達郎
- 佐々木新一
- 長渕剛
- 山下智久
- 松山千春
- あべ静江
- 小柳ルミ子
- 尾形大作
- 河村隆一
- SHOGO
- 千昌夫
- フランク永井
- 小林旭
- 堺正章
- 北川悠仁
- 子門真人
- 大江千里
- 因幡晃
- ジェロ
- 来生たかお
- チョー・ヨンピル
- 菅原洋一
- 布施明
- 甲斐よしひろ
- 速水けんたろう
- 秋川雅史
- コブクロ
- 村下孝蔵
- 田原俊彦
- 渡辺徹
- 五十嵐浩晃
- 藤正樹
- 菅原都々子
- 加藤登紀子
- 五木ひろし
- 豊川誕
- 淡谷のり子
- 山内賢
- カルロス・トシキ
- 藤山一郎
- ディック・ミネ
- 左卜全
- 純烈
- 角田信朗
- 水森英夫
- レイパー佐藤
- ほいけんた
- 宮本隆治
- 山田五郎
- みうらじゅん
- 桂ざこば
- 加藤鷹
- TOHJIRO
- 黒柳徹子
- 川越達也
- 滝口順平
- 松浦航大
- 喉押さえマン
- ルパン三世
- ちびまる子ちゃん
- 昭和時代の男性アナウンサー等。

## 出演

### テレビ
- 激突!ものまねウォーズ（TBSテレビ）
- モノマネでもいいから聴きたい! 昭和・平成の名曲ベスト55（テレビ東京）
- ウチのガヤがすみません!（日本テレビ）
- Crossroad（テレビ東京）
- サタデープラス（毎日放送）
- 超逆境クイズバトル!! 99人の壁（フジテレビ）
- 有田P おもてなす（NHK総合）
- 探偵!ナイトスクープ（2021年11月5日、朝日放送テレビ）- 「いかりや長介さんに会いたい」という一般女性の依頼で出演。
- 超キニナル爆安祭2（TBSテレビ）
- ZIP!（2022年7月27日、日本テレビ）番組内のテレビドラマ「泳げ!ニシキゴイ」第7話にいかりや長介、志村けん役で出演
- お笑いオムニバスGP（2022年9月19日、フジテレビ） - 「2億4千万のものまねメドレーGP」のコーナーに出演
- ものまねグランプリ（日本テレビ）- 22年トーナメント決勝進出 - 23年ショートネタNo1決定戦優勝
- ネタパレ（2022年11月18日、フジテレビ）
- ものまね王座決定戦（2022年12月9日、フジテレビ）- 第9位
- もっと評価されるべき審議会 (2022年12月21日、フジテレビ)
- 千原ジュニアのヘベレケ (2023年1月1日、東海テレビ)
- ものまねランキング (2023年1月1日、テレビ東京) 優勝
- ぴったり にちようチャップリン（2023年1月7日、テレビ東京）２週連続での出演
- マルコポロリ（2023年1月15日、関西テレビ）
- 東大王（2023年2月1日、TBSテレビ）
- スッキリ!!（2023年2月6日、日本テレビ）
- 痛快!明石家電視台（2023年2月18日、毎日放送）
- ラヴィット!（2023年2月20日、TBSテレビ）
- 月曜の蛙、大海を知る（2023年2月20日、TBSテレビ）
- デカ盛りハンター（2023年2月24日、テレビ東京）
- 5時に夢中!（2023年2月24日、TOKYO MX）
- 千鳥のクセスゴ!（2023年3月2日、フジテレビ）7回出演している(2024年2月11日現在)
- 全力!脱力タイムズ（2023年3月3日、フジテレビ）
- 行列のできる相談所（2023年3月5日、日本テレビ）
- どこでもチャップリン（2023年3月21日、テレビ東京）
- よるのブランチ（2023年3月22日、TBSテレビ）
- 上には上がいる!（2023年3月28日、TBSテレビ）
- THEカラオケ★バトル（2023年4月9日、テレビ東京）
- 証言者バラエティ アンタウォッチマン!（2023年4月18日、テレビ朝日 ）
- DayDay.（2023年5月2日、日本テレビ）番宣電波ジャックで出演
- しゃべくり007（2023年5月15日、日本テレビ）
- クイズ!あなたは小学5年生より賢いの?（2023年5月26日、日本テレビ）
- 1ヶ月集めてみたミュージアム（2023年6月24日、テレビ朝日）
- 一撃必殺BAKAムービー（2023年6月25日、日本テレビ）
- 相席食堂（2023年5月30日、テレビ朝日）
- 帰れマンデー（2023年7月3日、テレビ朝日） 帰れま10のコーナーに出演
- 細かすぎて伝わらないモノマネ選手権（2023年7月8日、フジテレビ）
- ぐるナイ（2023年7月13日、日本テレビ）
- スイッチ!（2023年7月17日、東海テレビ）
- ダウンタウンDX（2023年7月27日、読売テレビ）
- ＳＨＯＷ激!今夜もドル箱（2023年8月15日、テレビ東京）
- ぽかぽか（2023年8月17日、フジテレビ） - 「ぽいぽいトーク」のコーナーに片岡鶴太郎と共に出演
- ヒルナンデス（2023年8月18日、日本テレビ）- 「何の曲? 昔ことばで生歌唱♪」のコーナー（「15の夜」）
- バナナサンド（2023年8月22日、TBS）
- 中居正広の金曜日のスマイルたちへ（2023年9月1日、TBS）
- ハートビートボート+（2023年9月3日、BSフジ）
- おかべろ（2023年10月1日、フジテレビ）
- ものまね紅白歌合戦（2023年10月7日、フジテレビ）
- ようこそ運ダーランド（2023年10月7日、フジテレビ）
- 超懐古心理遊戯 チャイルドプレイ（2023年11月10日、読売テレビ）
- 木7◎×部（2023年11月30日、フジテレビ）
- 昭和歌謡パレード（2023年12月27日、BSフジ）
- 今日はまだまだ帰りたくありまテン（2023年12月27日、テレビ朝日）
- 中居正広の金曜日のスマイルたちへ年忘れものまねスペシャル（2023年12月29日、TBS）
- 有吉弘行のプライベートジェット爆食ツアー！日本全国 芸能人の差し入れフェス2024（2024年1月1日、フジテレビ）美川憲一、小林幸子の差し入れをものまねで紹介。その後、番組の終わりには志村けんに着替えて登場した。
- 突然ですが占ってもいいですか？2時間SP（2024年1月30日、フジテレビ）
- さんまのお笑い向上委員会（2024年2月3日、10日、フジテレビ）２週連続で出演した。
- 再現できたら100万円!THE神業チャレンジ(2024年5月7日　TBSテレビ)

### ラジオ
- 南青山商品研究所（ニコニコ生放送）※番組内ものまね王座企画 優勝
- 今夜はLucky Night～さやかマンデー～（茨城放送）
- JUMPUPMELODIES（2023年1月6日、TOKYO FM）
- 大竹まことゴールデンラジオ（2023年1月12日、文化放送）
- 高田文夫のラジオビバリー昼ズ（2023年1月20日、ニッポン放送）
- 高橋フムミの勝手に聴きやがれ（2023年2月21日、市川うららFM）
- ナイツザ・ラジオショー（2023年3月16日、ニッポン放送）
- 森田健作青春もぎたて朝一番!（2023年4月2日、NACK5）
- 川島明のねごと（2023年4月9日、TBSラジオ）
- ハートフルラジオ虫の知らせ（2023年4月15日、FMヨコハマ）
- オールナイトニッポン（2023年7月14日、ニッポン放送）劇団ひとりのオールナイトニッポンGOLD ～太田プロ大集合スペシャル～
- 爆笑問題の日曜サンデー（2023年10月29日、TBSラジオ）
- パンサー向井の#ぷらっと（2024年2月5日、TBSラジオ）

### 舞台
- レッツゴーよしまさ ものまねリサイタル（2023年9月17日、歌舞伎町劇場）ものまね人生15年、メジャーデビュー１周年を記念した単独ライブを開催した。琥珀うた(通称かつらギャル)とMAB (芸人)(太田プロ)がアシスタントとして公演を手伝った。

### 書籍・インタビュー記事
- 週刊大衆（2023年2月20日発売、双葉社）3月6日号に麻美ゆまとの対談記事が掲載された
- 週刊アサヒ芸能（2023年4月18日発売、徳間書店）4/27号にテリー伊藤との対談記事が掲載された。対談で結婚について問われ、恵比寿マスカッツリーダーでセクシー女優の市川まさみと結婚したいと語っている
- First Stage #20（2023年5月9日、テレビ朝日）若手お笑い芸人が毎月登場するインタビュー記事に「素の志村けんが世間に衝撃を与えた」として前編/後編で掲載された
- Apple Town（2023年7月5日発行、アパグループ アップルタウン編集局）アパホテル館内誌2023年8月号の「ベストライフ第238回」でインタビュー記事が掲載された
- VV MAGAZINE JANUARY 2024 VOL.114（2023年12月25日発行、博報堂kettle）VILLAGE VANGUARD（ヴィレッジヴァンガード）公式フリーペーパーにインタビュー記事が掲載された

### CD
- Newcover (ショップジャパン限定発売)